# Conejo (Belize)
Conejo oder Conejo Creek (dt.: „Kaninchen“, Kaninchenbach) ist ein Ort am gleichnamigen Conejo Creek im Toledo District von Belize. In dem Dorf leben vor allem Maya vom Volk der Kekchí.

## Geographie
Der Ort liegt im südlichsten Teil von Belize, im Einzugsbereich des Río Timax.
Die nächstgelegenen Orte sind Sunday Wood im Westen und Santa Ana im Nordosten.

### Verkehr
Die Straße von Conejo führt im Westen über Sunday Wood nach Corazon Creek, im Südwesten nach Crique Sarco und im Nordosten über Santa Ana und San Felipe nach Jacintoville an den Southern Highway.

## Klima
Nach dem Köppen-Geiger-System zeichnet sich Conejo durch ein tropisches Klima mit der Kurzbezeichnung Am aus.